# Anniston
Anniston je město ve Spojených státech amerických. Nachází se v okrese Calhoun County, jehož je zároveň správním městem, ve státě Alabama. Ve městě žije přibližně 22 tisíc obyvatel a jeho rozloha činí 118,4 km². Leží v jižní části Appalačského pohoří, a to konkrétně v jižní části Blue Ridge Mountains asi 105 kilometrů západně od Birminghamu a 146 kilometrů východně od Atlanty.
Město bylo založeno roku 1872. Populace města dlouhodobě klesá, ještě v roce 1960 zde žilo přibližně 33 tisíc obyvatel, nicméně od té doby došlo až do roku 2020 pouze k poklesu. Město je významné spíše pro svou bohatou historii a unikátní přírodu (například borovice bahenní, které jsou zde chráněny). Asi 49 % obyvatel města tvoří Afroameričané a 42 % běloši. V oblasti, kde se město nachází, panuje vlhké subtropické podnebí.

## Rodáci
- Forrest Carter (1925–1979) – americký spisovatel
- Michael Biehn (* 1956) – americký herec
- Lucky Millinder (1910–1966) – americký dirigent swingového orchestru